# Čížkovy kameny
Čížkovy kameny jsou skupiny skal východně od Trutnova. Severní skupina má nejvyšší místo ve vrcholu Kozí kameny a neoficiálně je označovaná jako Severní Čížkovy kameny (632 m n. m.) a jižní skupina skal dosahuje nejvyššího místa v kótě 615 m n. m. a je označována jako Čížkovy kameny, neoficiálně Jižní Čížkovy kameny. Zatímco ze severní a západní strany tvoří vrcholy velice strmý kamenný sráz do údolí řeky Úpy, východní svah naopak připomíná rozsáhlou náhorní plošinu, ovšem zalesněnou s intenzivní těžbou.

## Popis
Čížkovy kameny jsou častým cílem výletů za město a kvůli svým skalním stěnám přezdívané Malý Adršpach. Oproti vysokým stěnám na Broumovsku jsou tyto bílé pískovcové bloky mnohem menší a dosahují maximální výšku asi do deseti metrů. Protože nepřesahují koruny stromů, nejsou skály z údolí vidět. Zatímco na severních kamenech se spíše jedná o jednotlivé kamenné bloky, jižní kameny tvoří souvislý pás stěn s úzkými průrvami.
V severní skupině skal se nachází tzv. jeskyňka, tedy skalní převis, pod kterým se schovával v době bitvy u Trutnova roku 1866 trutnovský průmyslník Walzel. Na kameni je vytesána pamětní deska. Opodál na jiné skále je zase vytesáno srdce se jmény z roku 1931. Nejstarší historickou památkou jsou hraniční kameny ze 16. století, které byly vytesány přímo do balvanů na hranici trutnovského a náchodského panství, jelikož patníky neustále někdo posouval. Kvůli nekonečným sporům obou panství o průběh hranice dostávali poddaní na patnících tzv. na pamětnou, tedy rány holí nebo bičem, aby si zapamatovali, kudy hranice přesně vede, pokud by ji zase někdo chtěl pozměnit. Kromě letopočtů z různých období jsou na kamenech vytesány symboly a znaky panství. Na severním vrcholu se nachází malý skalní hřib, na jehož klobouku se po dešti objevuje miniaturní jezírko. Dlouhá stěna jižních kamenů je využívána i k amatérskému horolezectví a po hraně stěny vede stezka. Odtud jsou nejlepší výhledy, které však často zakrývají větve stromů. Pod severním vrcholem se v lese nachází Perníková chaloupka, tedy chatka upravená do pohádkové podoby.
Vrchol kamenů je dobře přístupný ze všech stran, ale téměř výhradně po cestách, které byly už ve středověku zbudovány skrz kamenná moře, např. horní a dolní Panská cesta. Právě kvůli množství balvanů, mokřin a popadaných stromů je volný pohyb po vrcholových partiích kopce takřka nemožný a nebezpečný. Přes celé kameny vede turistická zeleně značená cesta ze Lhoty do Bohuslavic, což jsou nejlepší výchozí i cílová místa díky zastávkám autobusů i železnice. Avšak z obou míst začíná stezka velice prudkým stoupáním, někde dokonce se schody. Dále jsou kameny protkány ještě dalšími značenými stezkami, cyklostezkami a singletrailovými cestami.

## Horolezectví
Táhlý skalní masiv využívali trutnovští horolezci k lezení již od 60. let 20. století. Bylo zde minimum fixních jistících bodů, resp. jen některé cesty měly kruh (ale zakládání vlastního jištění v kolmých hladkých stěnách bylo velmi omezené), neboť takto nízké stěny byli místní pískaři zvyklí zdolávat i bez jištění v nedalekých Adršpašsko-teplických skalách. Terén slouží i k tréninku dětí a začínajících lezců a často se zde tak lezlo i s jištěním shora. Cesty jsou na skále číslované původně v řadě a poté na přeskáčku, od vydání místního průvodce s cca stovkou cest z roku 1972 se počet cest vyšplhal na 165, které jsou přehledně zpracovány v horolezeckém průvodci z roku 2021. Tyto cesty byly nadšenci zajištěny kruhy a borháky.

## Galerie

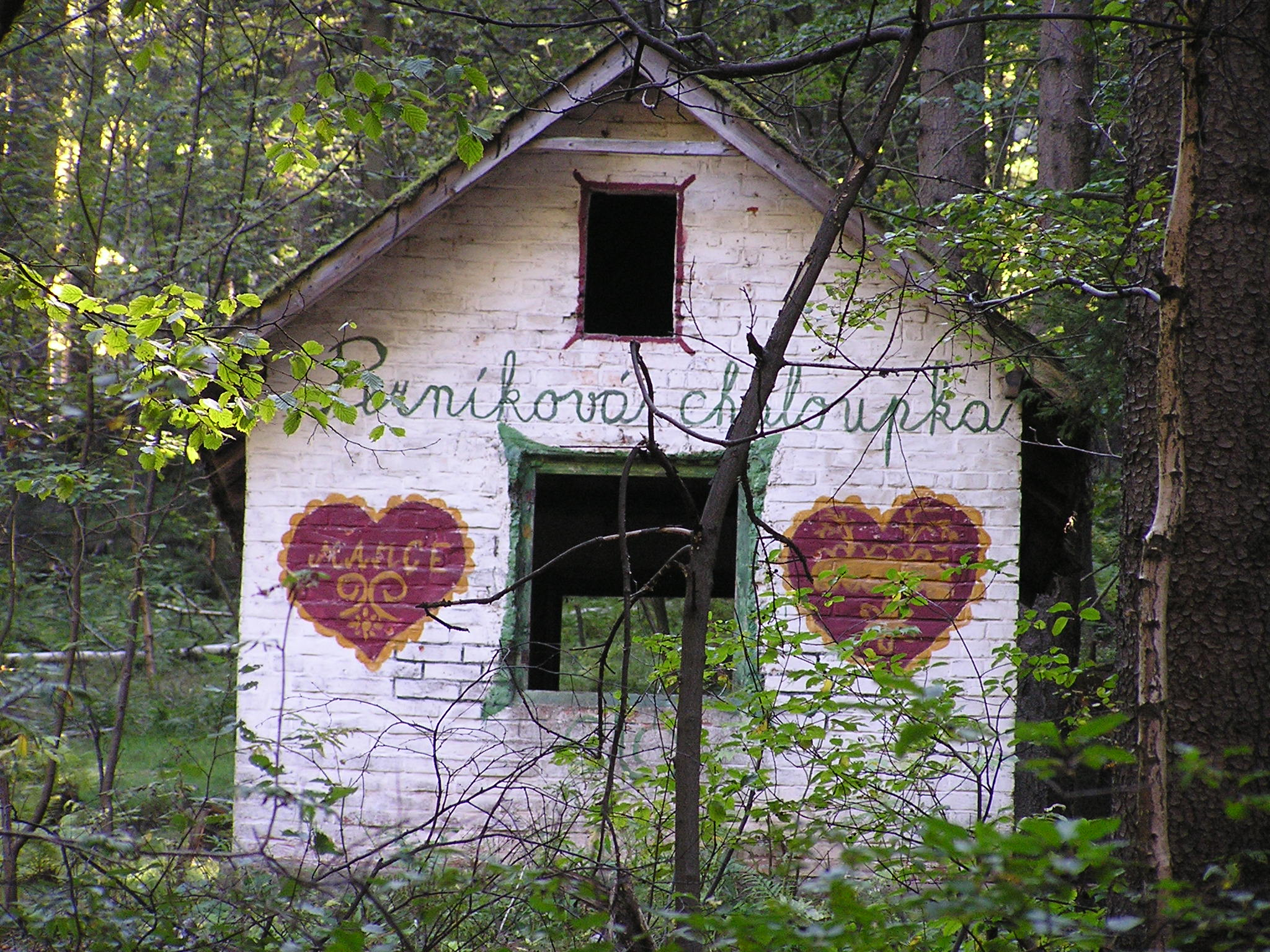
Perníková chaloupka v lese (v roce 2017 již téměř zdevastovaná)
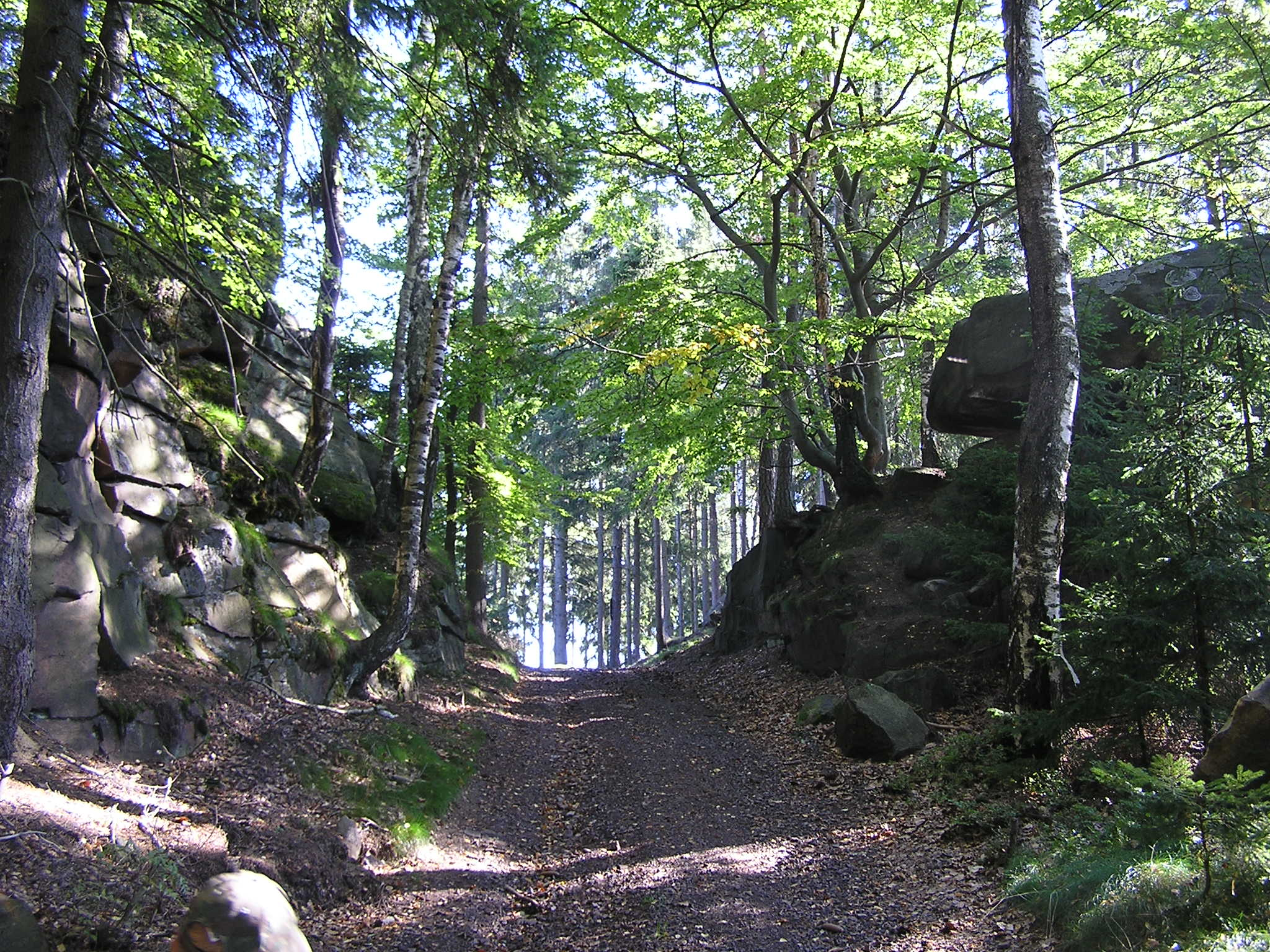
Středověká horní Panská cesta, prokopaná skrz skalní hradbu
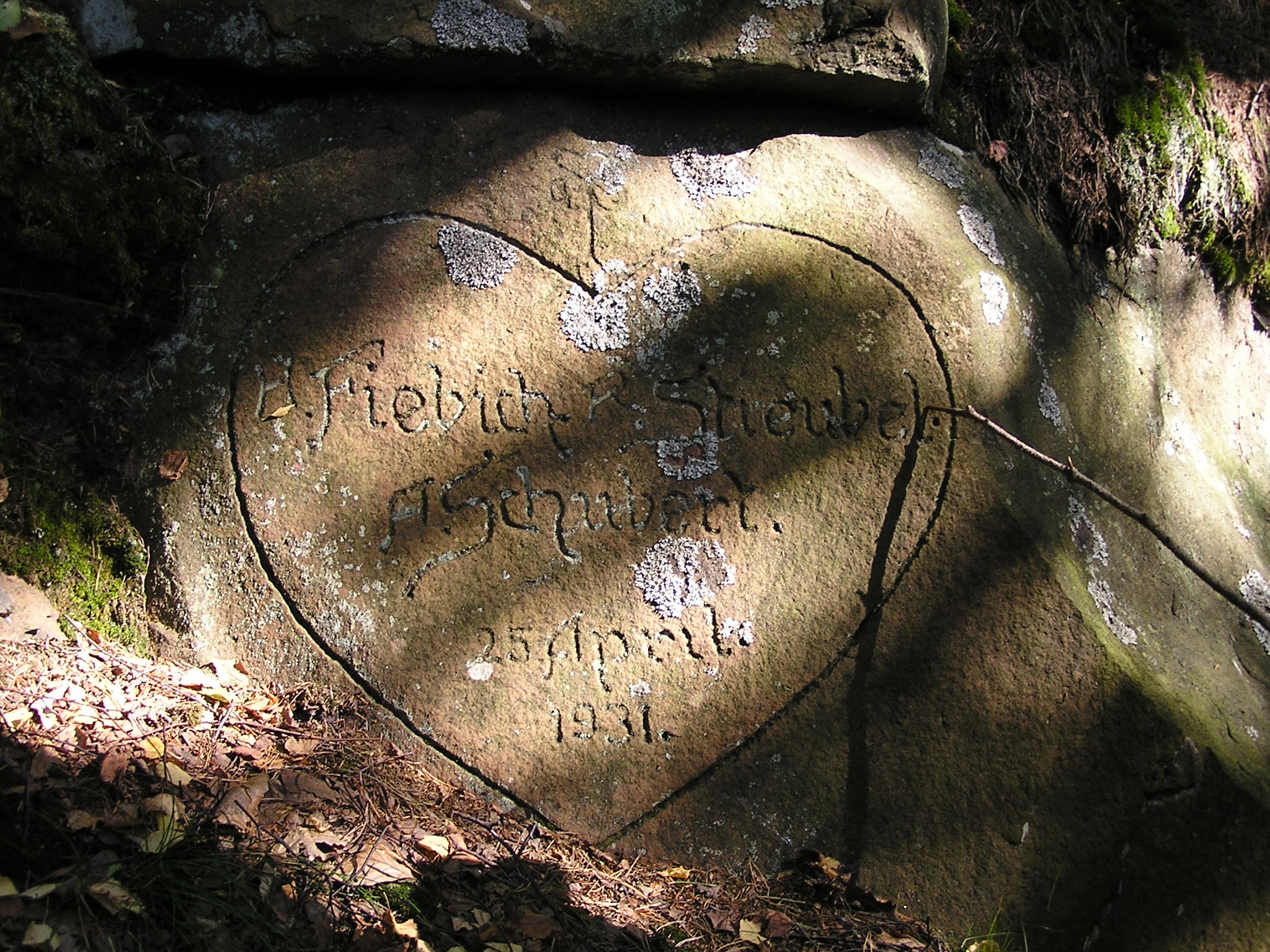
Vytesané kamenné srdce z roku 1931
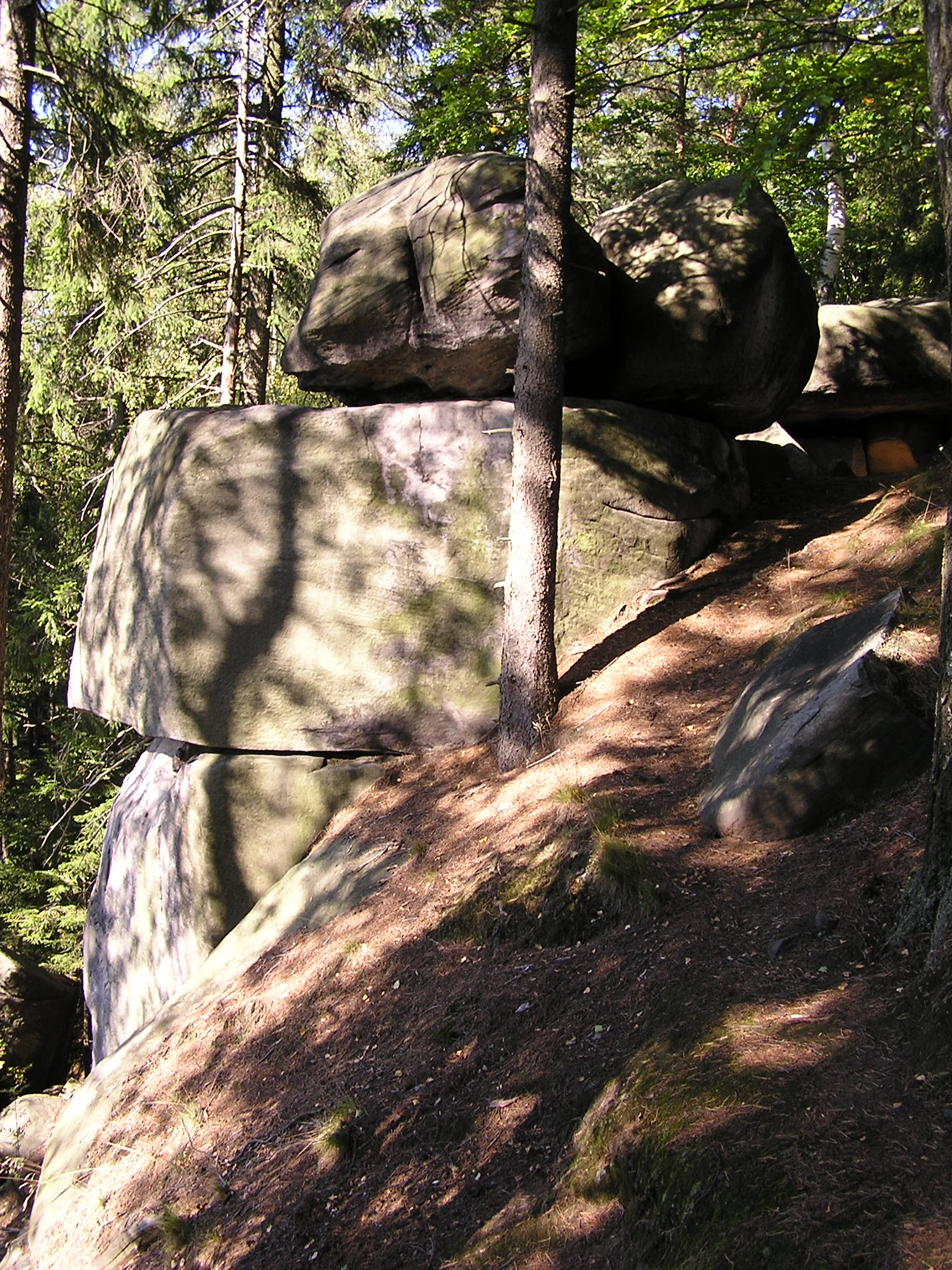
Většina skal je složena z kamenných kvádrů
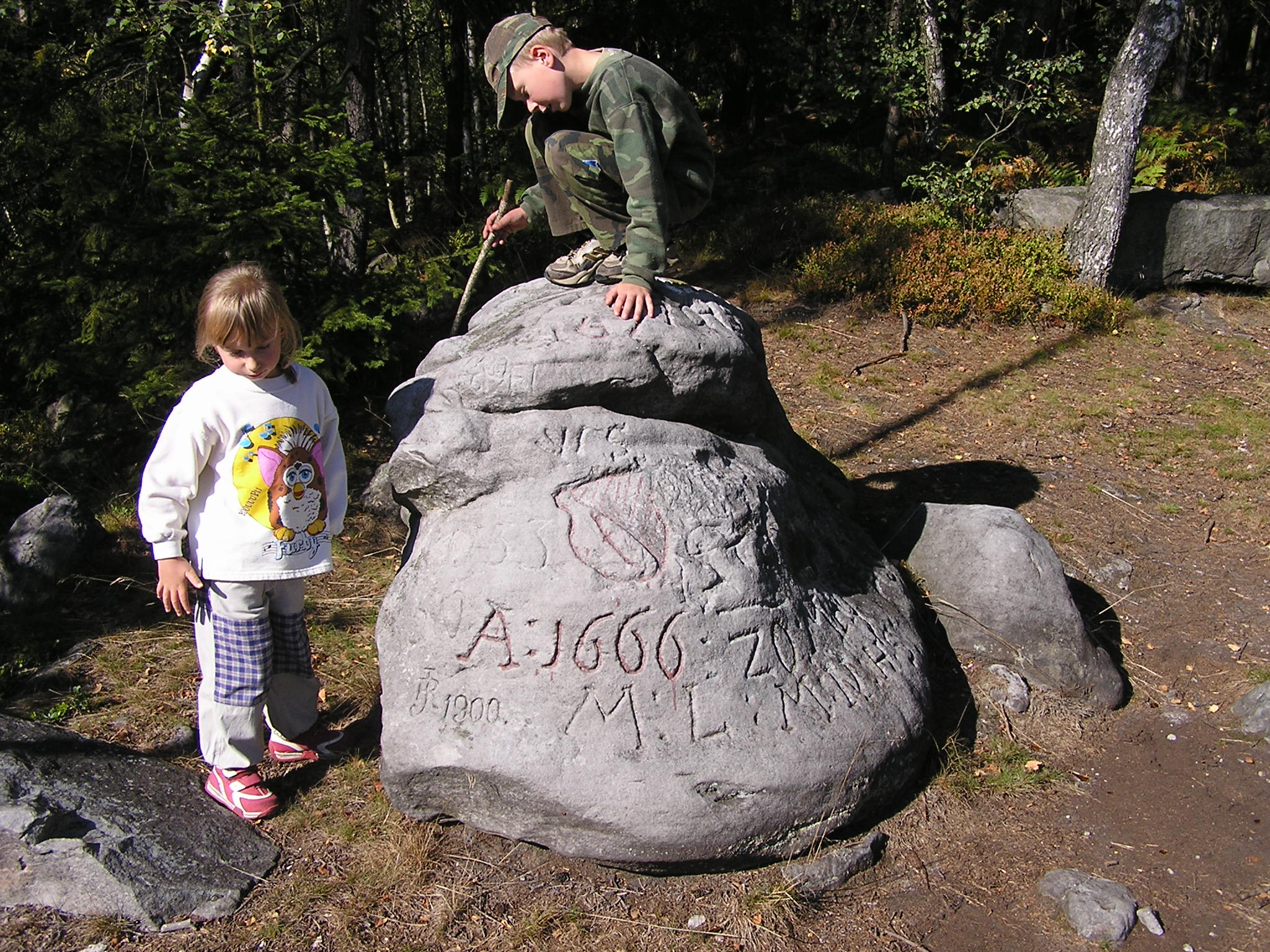
Jeden z hraničních kamenů přímo uprostřed cesty
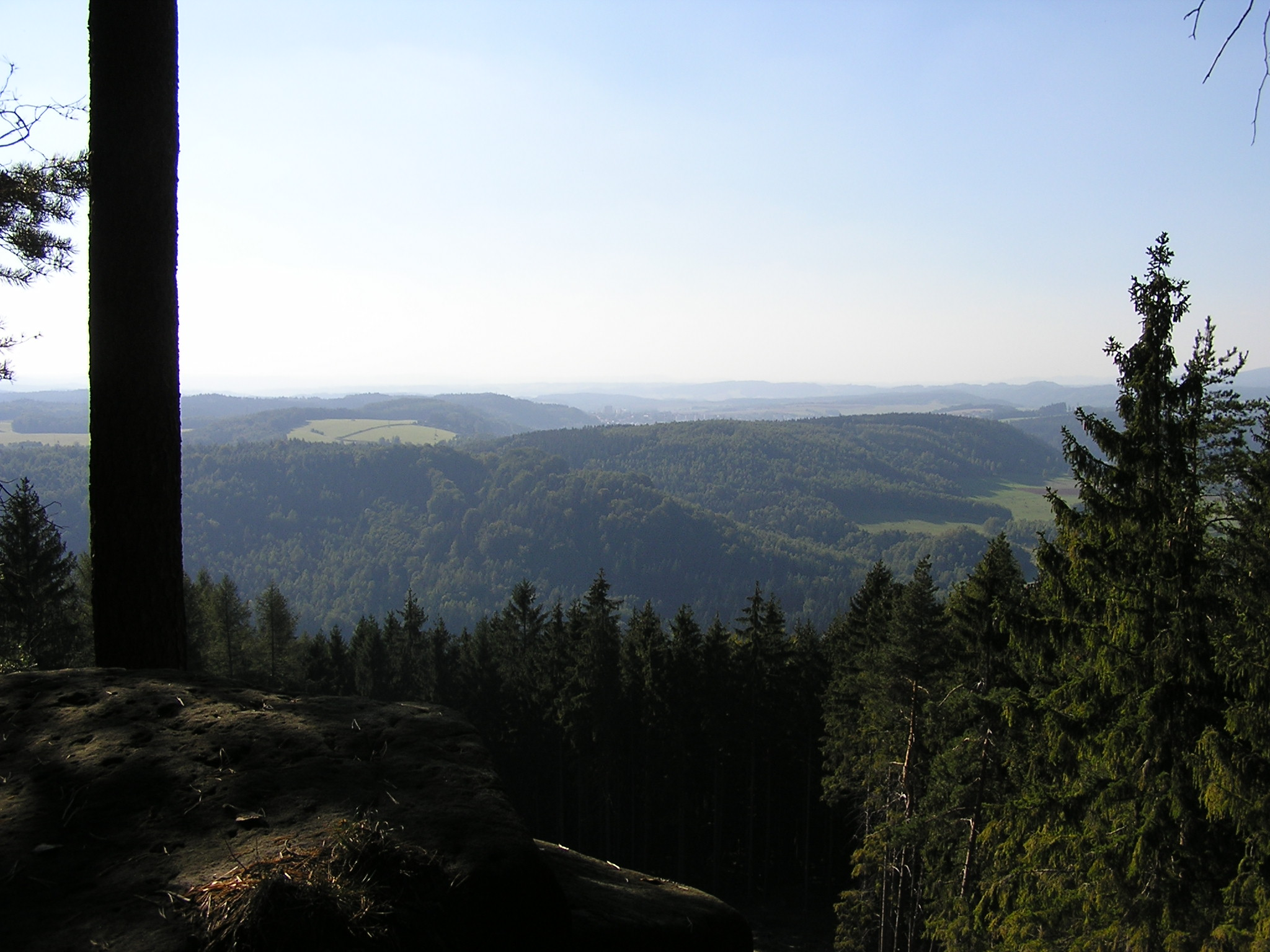
Z pěšinky po hraně skal jsou nádherné výhledy na okolí
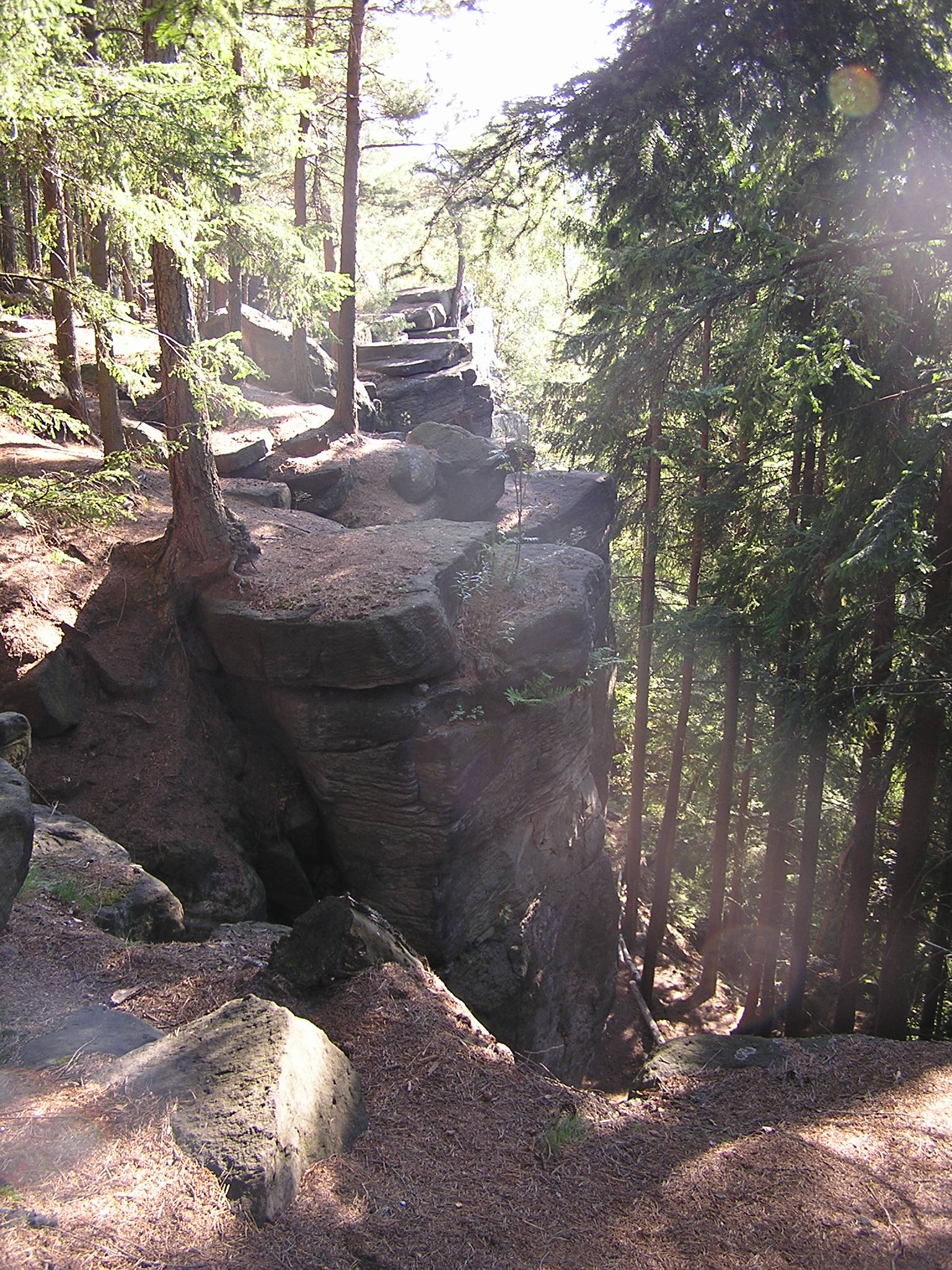
Jižní kameny tvořící skalní stěnu, po níž vede stezka
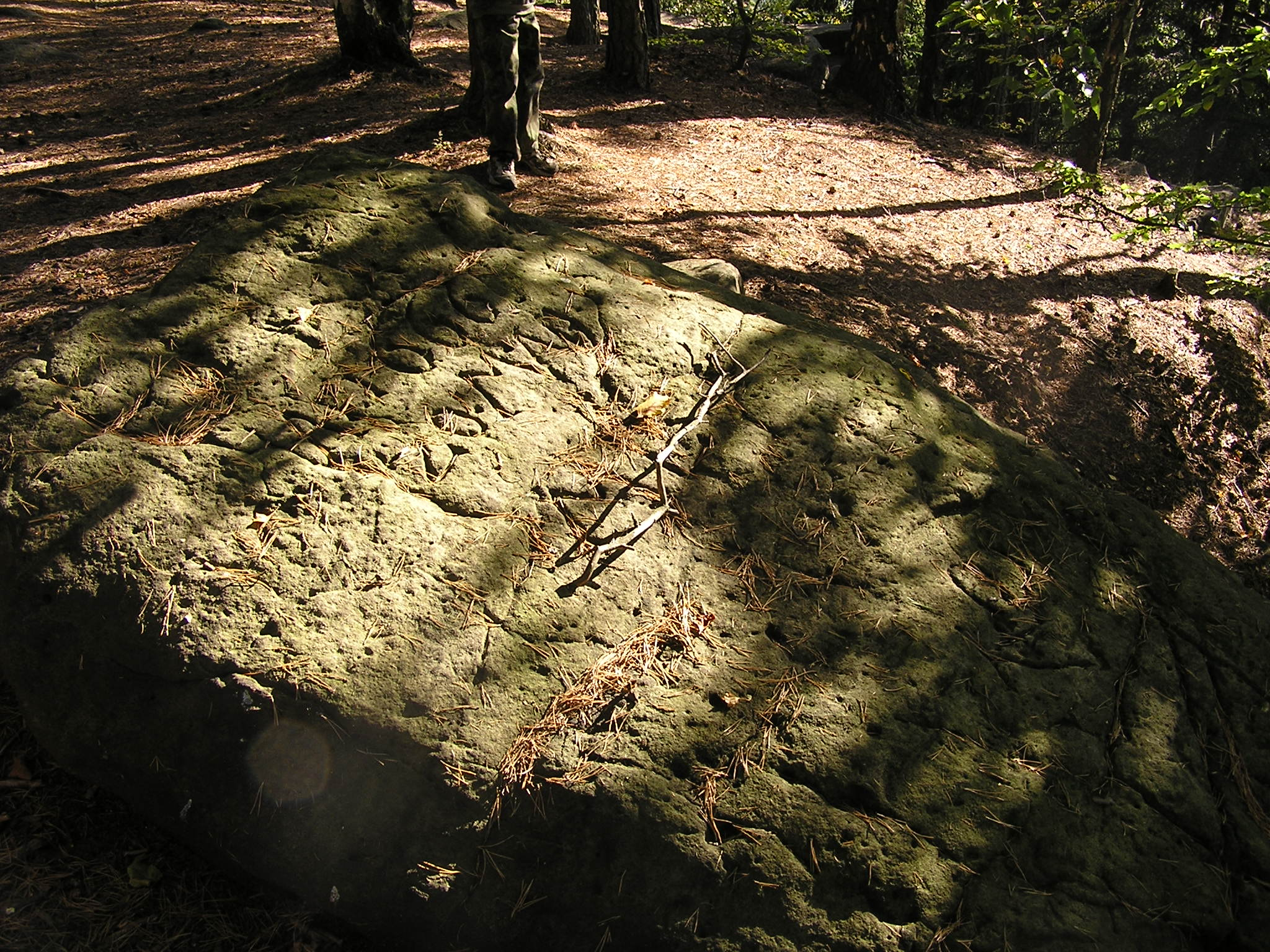
Další z hraničních kamenů, tentokrát na jižních kamenech
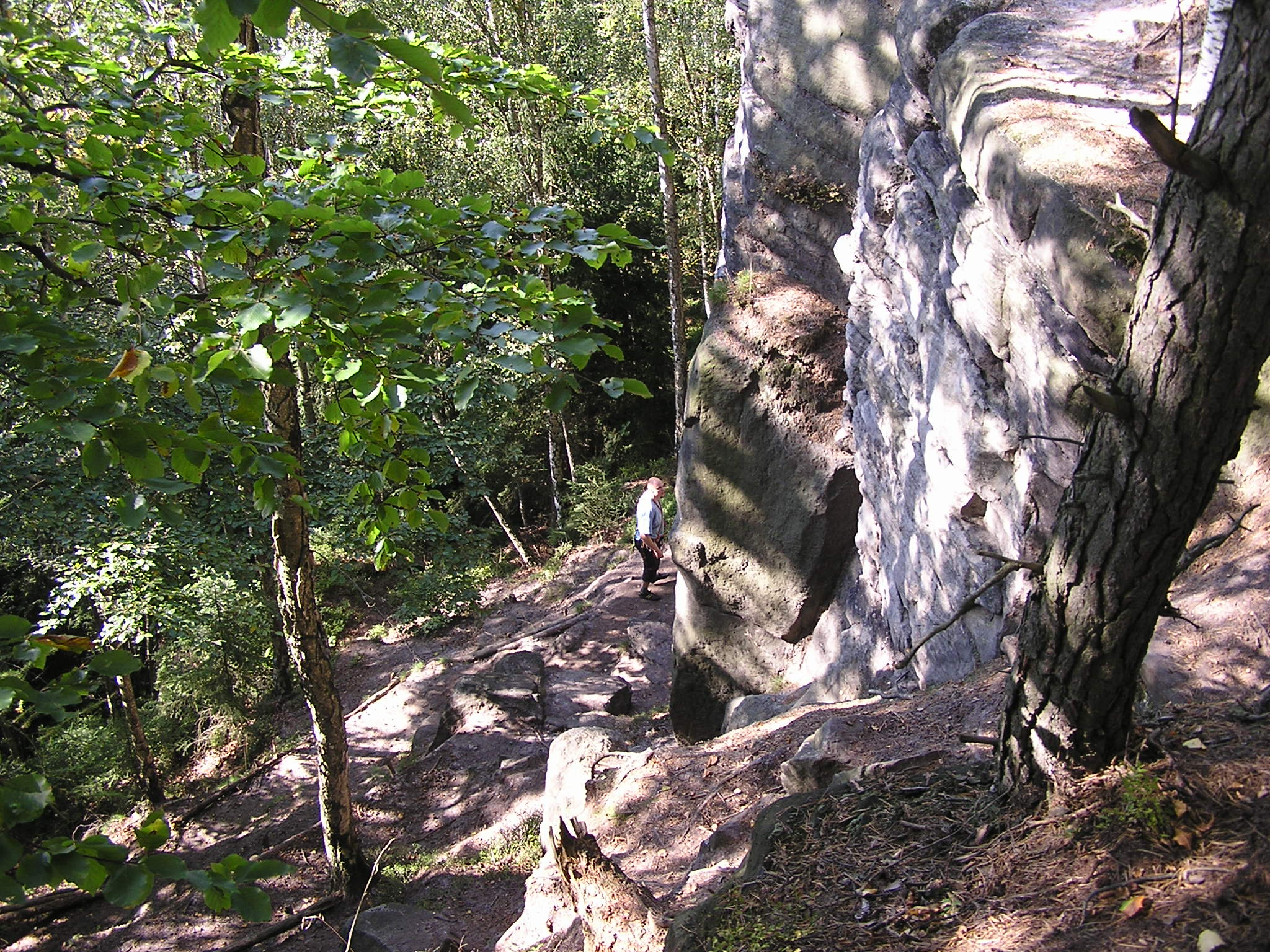
Skály jižních kamenů jsou hojně využívány horolezci